# Jenny Sundén
Jenny Sundén, född 1973, är professor i genusvetenskap vid Södertörns högskola.
Hon är engagerad i forskning i skärningspunkten mellan digitala mediestudier, genus och sexualitetsstudier, feministisk queerteori och affektteori.
Hon disputerade 2002 vid Tema kommunikation vid Linköpings universitet med avhandlingen Material virtualities: approaching online textual embodiment.